# Murphy Anderson
Murphy Anderson (* 9. Juli 1926 in Asheville, North Carolina; † 23. Oktober 2015) war ein US-amerikanischer Comiczeichner.

## Leben
Murphy Anderson begann seine Karriere als Comiczeichner (Bleistift- und Tuschezeichnungen) in den 1940er Jahren. Er gestaltete fortlaufende Serien wie Batman, Adam Strange, The Atom, Superman, Action Comics, Hawkman, Batgirl, Zatanna und The Spectre sowie in Tageszeichnungen erschienene Comicstrips wie Buck Rogers. Dabei wirkte Anderson zumeist als Tuschezeichner, der die von einem anderen Künstler besorgten Bleistiftzeichnungen nachbearbeitete.
Als Andersons größter künstlerischer Erfolg gilt das von ihm in den späten 1950er Jahren maßgeblich mitgestaltete „moderne Design“ des Superhelden The Flash. Gemeinsam mit dem Bleistiftzeichner Carmine Infantino verpasste Anderson der während des Zweiten Weltkrieges entwickelten Figur des „schnellsten Manns der Welt“ ein komplett neues Kostüm, das binnen kurzer Zeit zu einem festen Bestandteil der US-amerikanischen Popkultur wurde. Während der „alte Flash“ einen roten Pullover und einen Flügelhelm nach dem Vorbild des antiken Gottes Hermes trug, zeichneten Anderson und Infantino dem „modernen Flash“ einen scharlachtrochten Ganzkörperanzug mit einem gelben Blitz-Emblem auf den Leib. Dieses Kostüm tragen bis heute praktisch alle Inkarnationen des „Roten Blitzes“. Außer in Comics hat Andersons Design auch Einzug in Filme, Zeichentrickserien und diverse Spielzeugadaptionen der Figur gefunden.
Abgesehen von Infantino war der Zeichner Curt Swan Andersons häufigster künstlerischer Partner. Aufgrund des von vielen als perfekt angesehenen Zusammenspiels der beiden wurde das „Creative Team Swan“ und Anderson in den 1970er Jahren, als sie einen Großteil der Superman-Comics visuell gestalteten, auch als Swanderson bezeichnet.
Zuletzt leitete Anderson die Firma „Murphy Anderson Visual Concepts“, die Auftragsarbeiten in den Bereichen Farbentrennung, Lettering für Zeitschriften, Bildbände, Comichefte und Ähnliches ausführt. Er wurde 89 Jahre alt.

## Auszeichnungen
Im Laufe der Jahrzehnte ist Anderson mit zahlreichen Preisen für seine Arbeit ausgezeichnet worden. 1962 erhielt er den Alley Award in der Kategorie „Bester Tuschezeichner“, 1963 denselben Preis als beliebtester Zeichner der Serie Justice League of America, es folgten 1964 Alleys für die besten Tuschezeichnungen sowie für das beste Titelbild eines Comicheftes. Letzteren erhielt er gemeinsam mit dem Bleistiftzeichner Carmine Infantino für die Gestaltung des Covers für das Heft Detective Comics #329.
1988 wurde Anderson in die Jack Kirby Hall of Fame aufgenommen.